# Blechy
Blechy (Siphonaptera) jsou monofyletická skupina (tradičně řád) řazená dle moderních fylogenetických analýz do řádu srpic (Mecoptera). Zástupci blech jsou vlivem parazitického života druhotně bezkřídlí a parazitují u řady suchozemských savců, méně u ptáků.
Tělo dospělých blech je zploštělé ze stran o velikosti mezi 1 až 8 milimetrů s charakteristicky dlouhým druhým a třetím párem končetin. Bylo popsáno okolo 2500 druhů blech, v Česku se vyskytuje zhruba devadesát druhů. Doba života je od několika měsíců až po tři roky. Blechy mají vývoj s proměnou dokonalou, přičemž dospělci žijí výhradně parazitickým způsobem na kůži (v srsti) hostitele. Vyskytují se především u savců a ptáků tvořících hnízda (nory, trvalé pelechy) – např. masožravci, hlodavci, netopýři, hrabaví ptáci. Larvy blech se vyvíjejí v prostředí (na půdě) v blízkosti svých hostitelů a živí se organickými zbytky.

## Typické znaky

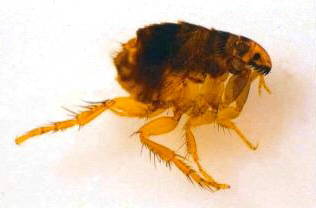
Dospělec

Blechy jsou žluté, hnědé až černé barvy těla. Tělo je zpevněno překrývajícími se články a porostlé brvami.
Dospělí jedinci mají klínovité ze stran zploštělé tělo s nápadně velkým zadečkem, který přechází v malou bezkřídlou hruď opatřenou kroužky atypického tvaru. Na hrudi jsou tři páry nohou, zadní a střední pár končetin je skákavý s velmi dobře vyvinutými kyčlemi a stehny. Na chodidlech všech nohou se nacházejí silné drápy, které slouží k udržení na hostiteli. Blechy jsou schopny velmi dlouhých skoků, což umožňuje blanitá podložka umístěná v kloubní membráně,[zdroj?] ta je schopna uvolnit velké množství energie, kterou jsou blechy schopny dát do odrazu. K tomu jim zřejmě pomáhá i zvláštní hmota bílkovinné povahy, tzv. resilin. Uvádí se, že jsou blechy schopné vyskočit do výšky téměř 20 cm a doskočit do vzdálenosti asi 35 cm (přeskočí až 200krát vlastní velikost). V okamžiku výskoku bylo naměřeno zrychlení 1 500 m/s2, což představuje přetížení 150 G (tedy 25krát více, než zažívají astronauti při startu rakety). Uvádí se, že tento výkon je srovnatelný například s člověkem, který by dokázal přeskočit budovu vysokou 250 metrů a doskočil by do vzdálenosti 400 metrů.
Hlava je malá a kulatá s jedním párem malých nevyvinutých očí, které zpravidla reagují pouze na intenzitu světla. Ústní ústrojí je bodavě sací a je složeno ze tří bodavých stiletů, které vznikly přeměnou horního patra a části čelistí. Ústní ústrojí blech se nachází v podélné rýze spodního pysku. Tykadla jsou krátká, šestičlánková a jsou umístěna po stranách hlavy.

## Rozmnožování a vývoj

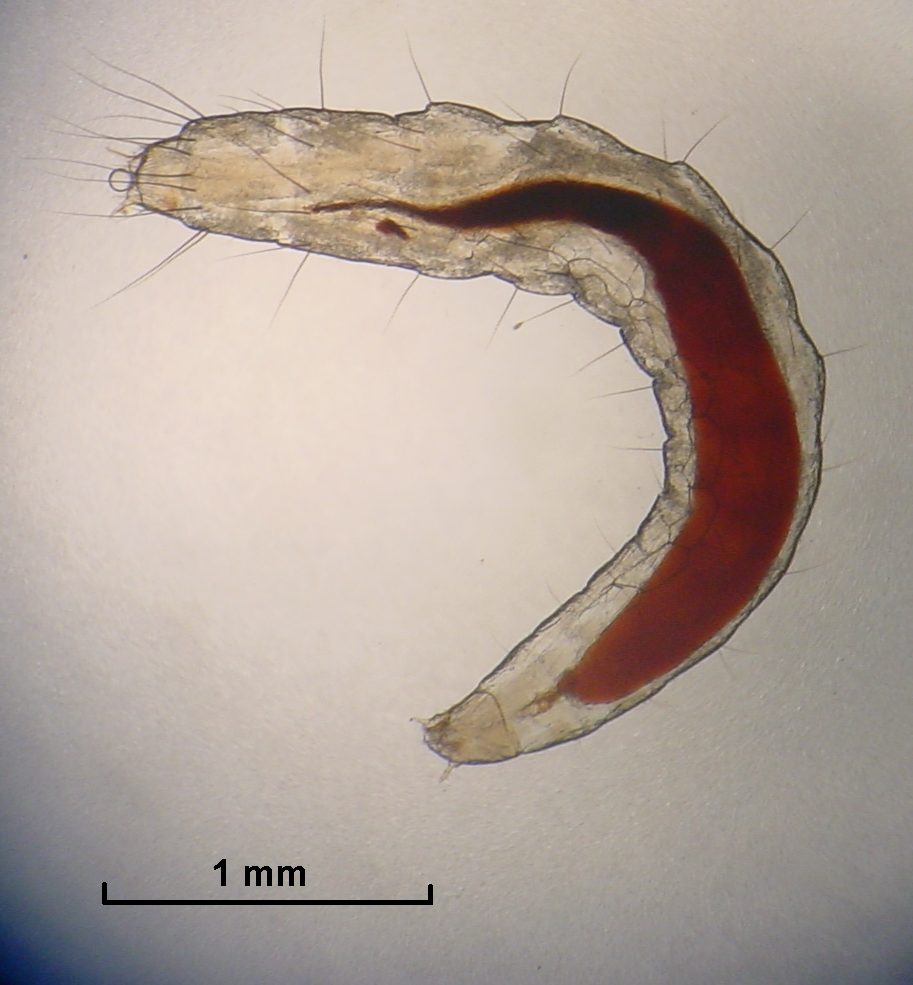
larva blechy

Vývoj blech se děje proměnou dokonalou. Samička se po páření musí živit krví, protože jinak není schopna získat bílkoviny pro vytvoření vajíček. Krátce po páření klade bílá vajíčka o velikosti 0,6–0,7 milimetru. Klade je v několika po sobě jdoucích snůškách. Důvodem několika snůšek je jejich uložení na bezpečné místo, celkový počet nakladených vajíček může být až pět set. Doba vývoje vajíček je druhově a teplotně závislá a pohybuje se mezi pěti až šestnácti dny, pak se líhnou chlupaté, červovité, beznohé larvy se zřetelnou hlavou, krátkými tykadly a silnými kusadly a kousacím ústním ústrojím. Larvy se neživí krví, ale organickými zbytky (např. zaschlá krev, výkaly dospělců). Larvální vývoj prochází třemi stadii a trvá od šesti do dvanácti dní, tato doba je druhově a teplotně závislá. Poslední stadium si vytvoří kokon a zakuklí se v něm. Kukla blechy je nekousavá a během několika málo dní (zpravidla kolem deseti) se z ní vyklube dospělý jedinec. Doba stadia kukly je druhově závislá.

## Způsob života
Všichni dospělí jedinci tohoto řádu se živí krví svých hostitelů, kterými jsou buď savci (95% druhů blech), anebo ptáci (tzn. teplokrevní obratlovci). Druhově odlišné je, zda žijí na svém hostiteli, anebo v místě, kde se obvykle zdržuje (hnízdo, nora atp.). Larva blechy se líhne až v přítomnosti hostitele, kterou pozná podle otřesů okolí (např. v hnízdě ptáků, které není celoročně obsazeno). Většina druhů blech tráví celý život na svém hostiteli. Druhy žijící mimo chodí na hostitele jen pro potravu. Vzhledem k potravní nenáročnosti je řada druhů schopna živit se krví více (až třiceti) živočichů. Krev samička potřebuje kvůli bílkovinám, aby mohla po oplodnění snést vajíčka. Blecha vydrží v ideálních podmínkách až rok bez potravy, avšak musí mít dobré podmínky (vlhko, teplo). Suché podmínky a nepřítomnost hostitele blechy rychle zabíjí.

## Potrava

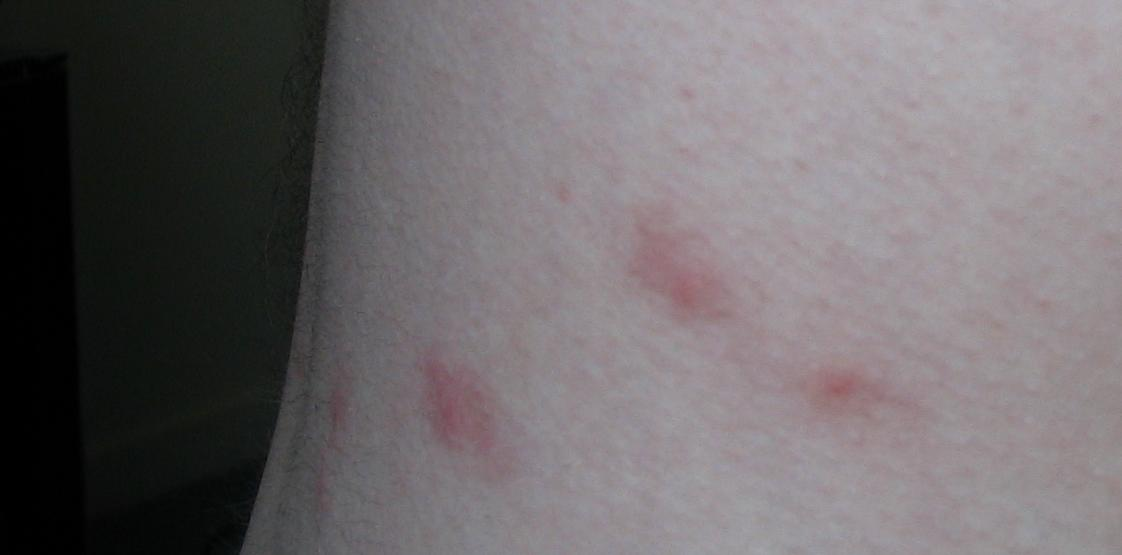
Kousnutí blechy

Blechy se živí krví hostitele, přičemž většina druhů je schopna změnit druh hostitele. Pokud blechy žijí mimo hostitele, nerozlišují jednotlivce zdržující se v daném místě. Jejich nároky na kvalitu krve jsou minimální. Nemocné jedince blechy neopouštějí. Blechy sají výrazně větší množství, než jsou schopny zpracovat (až o 60 %), nezpracované zbytky vylučují, tyto jsou pak potravou larev.

## Přenašeči chorob
Krom samotného pokousání hostitele mohou některé druhy blech přenášet i další původce onemocnění zvířat a lidí. Některé blechy přenášejí bakterie, jako jsou Yersinia pestis (mor), Ricktetssia (skvrnitý tyfus) či Bartonella. Blechy mohou sloužit také jako mezihostitelé některých tasemnic. K přenosu dochází pouze při pozření blechy s larvou tasemnic. Typickým příkladem je blecha psí (Ctenocephalides canis) a blecha kočičí (Ctenocephalides felis), kdy se pes a kočka nakazí tasemnicí psí (Dipylidium caninum) pozřením infikované blechy. Z jiných druhů tasemnic přenášené blechami jmenujme tasemnice rodu Hymenolepis, které se takto přenášejí u myší a potkanů.

## Evoluce
Vývojově jsou blechy vnitřní skupinou srpic (Mecoptera), která se postupně adaptovala na parazitický způsob života a změnila svoji morfologii.
Nejstarším známým zástupcem je v současnosti druh Pseudopulex jurassica, objevený ve vrstvách Daohugou, datovaných do období střední jury (stáří asi 165 milionů let). Tito velcí zástupci blech dosahovali délky asi 15 mm a pravděpodobně sáli krev opeřeným dinosaurům, ptakoještěrům a dalším teplokrevným obratlovcům ve svém okolí (dnes čínská autonomní oblast Vnitřní Mongolsko). O 40 milionů let později žil na území provincie Liaoning ještě větší druh Pseudopulex magnus (délka až 23 mm), v Austrálii pak podobný rod Tarwinia a na ruské Sibiři rod Saurophthirus, specializovaný zřejmě na ptakoještěry coby primární hostitele. Moderní typy blech se potom objevují až v průběhu kenozoika, asi v posledních 50 milionech letech.

## Způsob pojmenování druhů
V pojmenování rodů se zpravidla dodržuje pojmenování blecha a druhové jméno zpravidla souvisí s živočichem, na němž nejčastěji cizopasí, respektive s živočichem, se kterým se nejčastěji setkával člověk. Příkladem je blecha psí, slepičí, kočičí; z tohoto systému vybočuje blecha obecná, která primárně parazituje na člověku.

### Nejznámější druhy
- blecha lidská (Pulex irritans)
- blecha morová (Xenopsylla cheopis)
- blecha psí (Ctenocephalides canis)
- blecha kočičí (Ctenocephalides felis)
- blecha písečná (Tunga penetrans)

## Blechy v kultuře

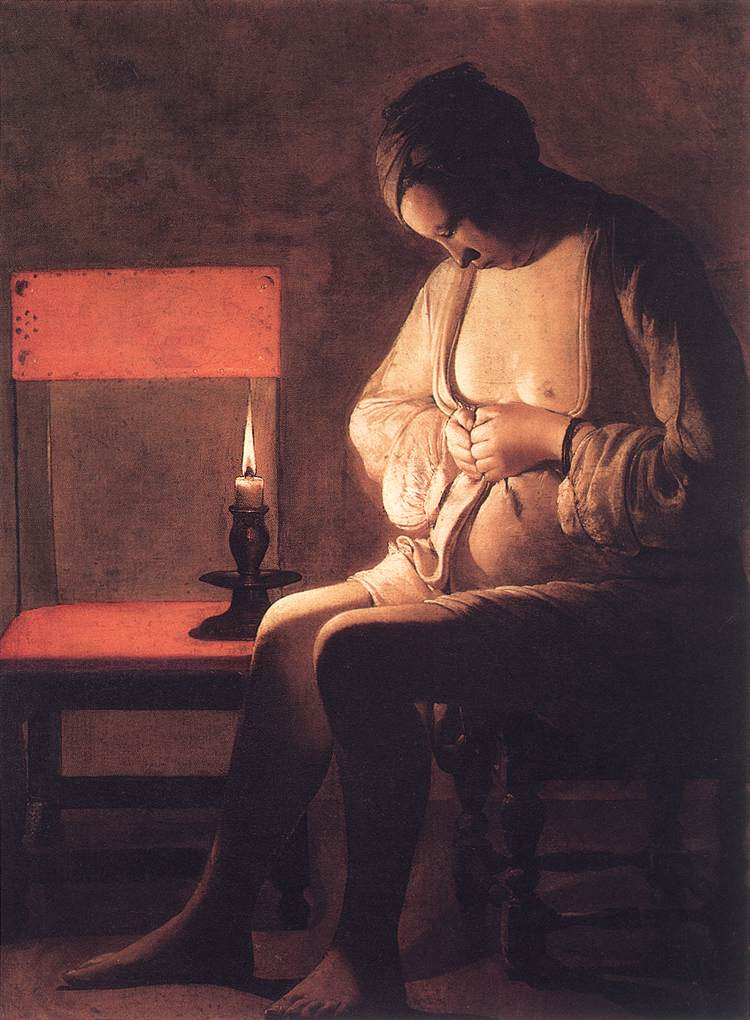
Georges de La Tour: Žena vybírající blechy, kolem r. 1635.
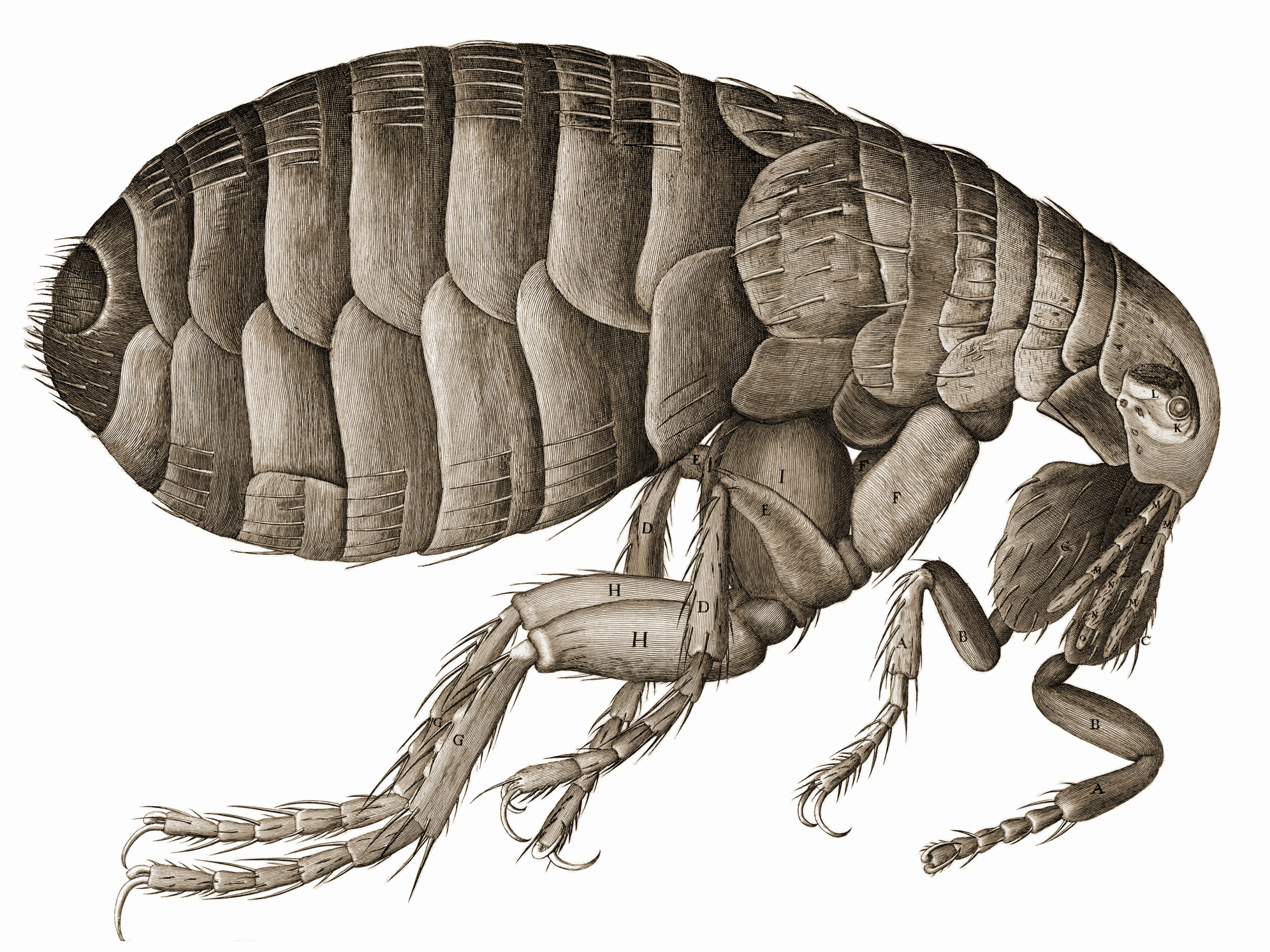
Ilustrace a popis blechy od Roberta Hookea ve vědeckém díle Micrographia, 1665.
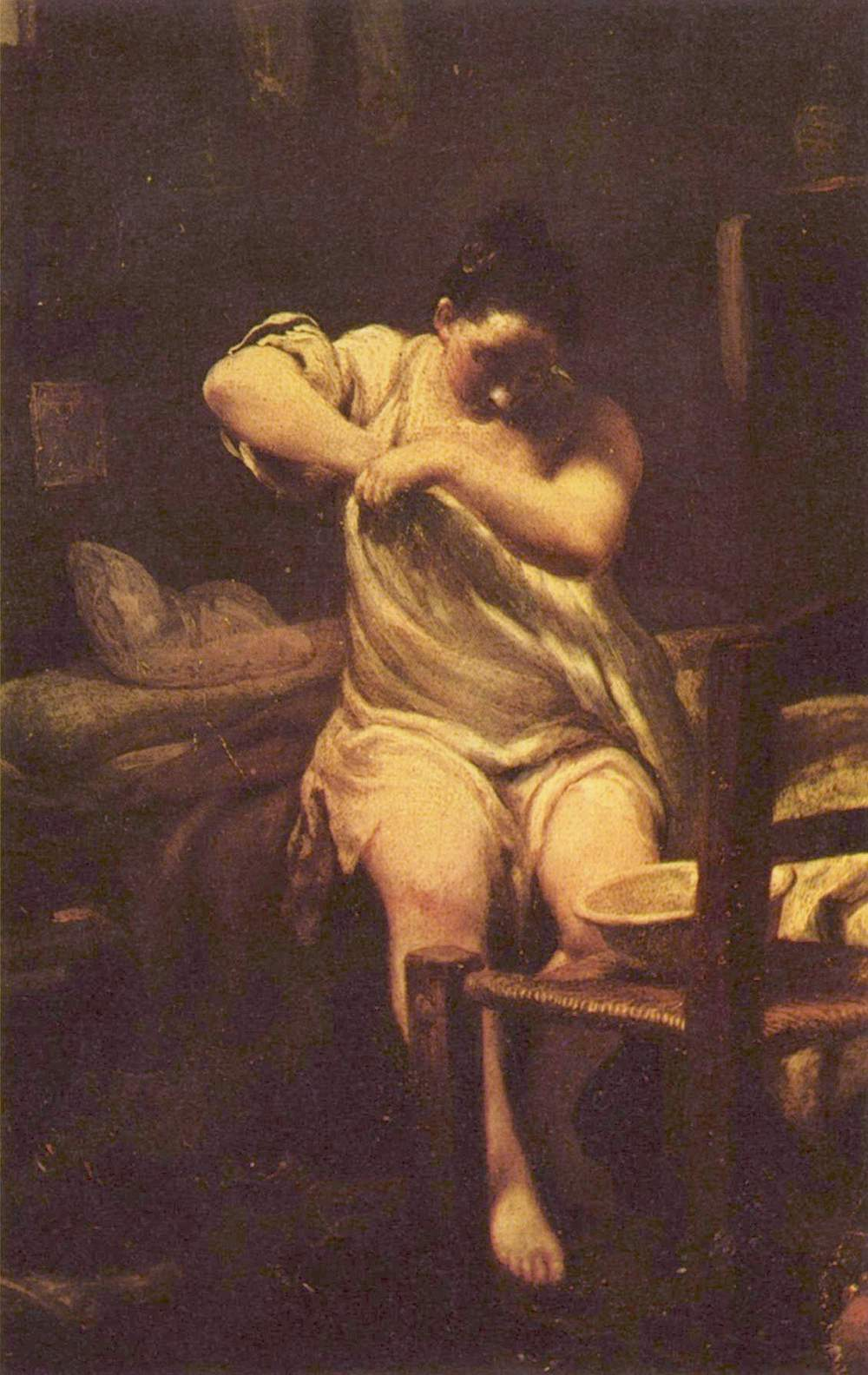
Giuseppe Maria Crespi: Vybírání blech, 1709
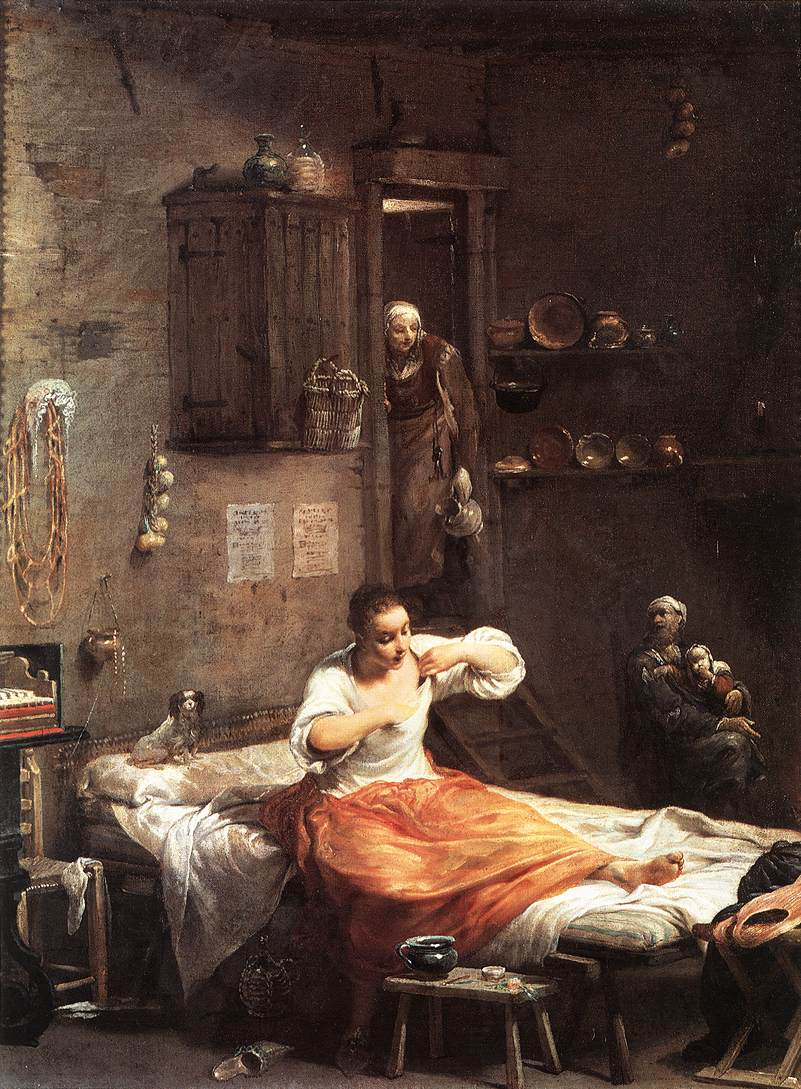
Giuseppe Maria Crespi: Vybírání blech, kolem r. 1725.